# Tricholaelaps
Tricholaelaps es un género de ácaros perteneciente a la familia  Laelapidae.

## Especies
- Tricholaelaps comatus Vitzthum, 1926
- Tricholaelaps typhlomydis Gu & Shen, 1981